# Krigsåret 1796

## Pågående krig
- Franska revolutionskrigen (1792-1802)[1], andra koalitionskriget (1798-1801) 
  - Frankrike med flera på ena sidan
  - Österrike, Storbritannien, Ryssland med flera på andra sidan

- Indiankrigen (1622-1918)
  - Diverse stater i Amerika på ena sidan
  - Diverse indainstammar på andra sidan

- Rysk-persiska kriget (1796)
  - Persien på ena sidan
  - Ryssland på andra sidan

## Födda
- 26 maj – Armand Joseph Bruat, fransk general.
- 24 juni – Charles Cousin-Montauban, fransk krigsminister.

## Avlidna
- 1 januari – Fredric Horn af Åminne, svensk general i fransk tjänst.

### Fotnoter
1. ↑  ”World Statesmen”. http://www.worldstatesmen.org/WARS.html. Läst 28 juni 2011.